# Naked Wolves
『Naked Wolves』（ネイキッドウルブズ）は、裸の狼強化委員会製作によるFLASHアニメーション。1話5分で全52話。
2009年4月1日からフジテレビワンツーネクストのフジテレビONE/TWO/NEXTにてそれぞれ放送中。フジテレビ On Demandでも視聴可能である。

## ストーリー
主人公神輿嵐がライバル鉄錦に勝つために世界各国を周り、各国の猛者達と闘いながら48手を学ぶおバカなストーリー。
秘伝48手をマスターするために世界の強豪達と戦いを繰り広げる“おまぬけ相撲冒険譚”
世界の猛者もゾクゾク登場。
各国や地域の民族衣装や音楽をふんだんにフィーチャーして展開。

## 登場人物

### 日本の力士
神輿嵐（みこしあらし）
主人公。同期である鉄錦に勝つため、48手を習得するために海外へ飛ぶ
九十九重親方（つくもえおやかた）
神輿嵐、鉄錦をスカウトした九十九重部屋の親方。
鉄錦（てつにしき）
神輿嵐とは学生時代からの親友。入門後はライバル。

### 海外の力士
ブレーキー（Breaky）
都市L.A.-ロサンゼルス- / アメリカ
キャッチフレーズ　“土俵に響き渡るディストーション”LA一の歪み野郎
NW48手　L.A.ディストーションハート

#### ジャスティン(Justin)
モントリオール/カナダ
キャッチフレーズ　“氷上の横綱”カナディアンスケーター
NW48手　アイス・バーン

#### ブーツィー(Bootsy)
ニューヨーク/アメリカ
キャッチフレーズ“舞いながらのアバンサスペンス”
NW４８手　１、２、ファンクステップ

#### ロドリー(Rodley)
クリーブランド/アメリカ
キャッチフレーズ“アメリカが生んだ、驚異の肉弾スラッガー”
NW48手　スピリットブレイク

#### エドガー(Edgar)
ワシントン DC/アメリカ
キャッチフレーズ“アメリカ全土を跨ぐ”国家の番犬
NW48手　キャッチザハート

#### ナチョプルコ(Nacho Pruko)
メキシコ
キャッチフレーズ“マスクをかぶった空中ダイバー”メキシコのーヒーロー
NW48手　フライングマタワリ

#### ゲバラン(Guevarang)
キューバ
キャッチフレーズ“各界を変えるのはこの俺だ”情熱の革命家
NW48手　フリーダムブロック

#### ボブ(Bob)
ジャマイカ
キャッチフレーズ“愛をねじ込んだゴヘップ野郎”ラスタレボリューション
NW48手　ピースジャミング

## キャスト・スタッフ
- 監督＆脚本 ： 石塚史典
- キャラデザイン＆絵コンテ ： 細川智博
- 音楽 ： 佐藤純一（FLEET)
- 声 ： フレームランチ

- 製作 ： 尾越浩文、松下幸生、見谷泰道、内田耕一
- プロデューサー ： 古宇田隆之助、仁科直之、森園和男、山崎賢一、小林真比古、佐佐敏行
- エグゼクティブスーパーバイザー：平野雄大
- 製作 ： 裸の狼強化委員会(株式会社クオラス、株式会社フジテレビジョン、株式会社ポニーキャニオン、株式会社京風とまと)

## サブタイトル一覧
- episode01「初場所」
- episode02「L.A.場所」
- episode03「モントリオール場所」
- episode04「ニューヨーク場所」
- episode05「クリーブランド場所」
- episode06「ワシントンD.C.場所」
- episode07「メキシコ場所」
- episode08「キューバ場所」
- episode09「ジャマイカ場所」
- episode10「リオデジャネイロ場所」
- episode11「アマゾン場所」
- episode12「コロンビア場所」
- episode13「アルゼンチン場所」
- episode14「カリブ海場所」
- episode15「大西洋場所」
- episode16「パンプローナ場所」
- episode17「バルセロナ場所」
- episode18「パリ場所」
- episode19「パリコレ場所」
- episode20「ブルゴーニュ場所」
- episode21「ロンドン場所」
- episode22「スコットランド場所」
- episode23「シュトゥットガルト場所」
- episode24「ヘッセン場所」
- episode25「アルプス場所」
- episode26「スイス場所」
- episode27「恋愛場所」
- episode28「チャンピオンズトーナメント場所①」
- episode29「チャンピオンズトーナメント場所②」
- episode30「チャンピオンズトーナメント場所③」
- episode31「オーストリア場所」
- episode32「スウェーデン場所」
- episode33「フィンランド場所」
- episode34「ロシア場所」
- episode35「ルーマニア場所」
- episode36「ギリシャ場所」
- episode37「トルコ場所」
- episode38「エジプト場所」
- episode39「ケニア場所」
- episode40「南アフリカ場所」
- episode41「アブダビ場所」
- episode42「インド場所」
- episode43「タイ場所」
- episode44「モンゴル場所」
- episode45「韓国場所」
- episode46「中国場所」
- episode47「マカオ場所」
- episode48「オーストラリア場所」
- episode49「ハワイ場所」
- episode50「東京場所」
- episode51「千秋楽 前編」
- episode52「千秋楽 後編」

## リリース
- Naked Wolves VOL.1 [DVD] 2009/11/18発売

episode01〜03収録。初回特典封入（入浴剤）
- Naked Wolves VOL.2 [DVD] 2009/11/18発売

episode04〜10収録
- Naked Wolves VOL.3 [DVD] 2010/02/17発売

episode11〜17収録
- Naked Wolves VOL.4 [DVD] 2010/02/17発売

episode18〜24収録
- Naked Wolves VOL.5 [DVD] 2010/02/17発売

episode25〜31収録

## 音楽
各話ごとに世界各国のテイストに合わせた楽曲が挿入されている。
- 主題歌　「NAKED WOLVESのテーマ」（NAKED BOYs）

## コラボレーション
フジテレビONE/TWO/NEXT
2009年4月の開局時にCMキャラクターとして採用された。
フジロックフェスティバル特番の番宣CMも登場。
キャンパスナイトフジ
オープニングタイトル内のキャラクターに採用された。
アイドリング!!!
アイドリングメンバーのキャラクターがNaked Wolves風にアレンジされた。
ポケクリ（ポケスペクリエイターズ）
2010年3月31日より3週間サブストーリーを募集したコンテストを実施。受賞された作品を映像化。

## その他
- フジテレビ地上波や BSフジでも随時放映されている。